# A Plague Tale: Innocence
A Plague Tale: Innocence là một trò chơi điện tử phiêu lưu hành động ẩn nấp được phát triển bởi Asobo Studio và được phát hành bởi Focus Home Interactive. Nó được phát hành cho Microsoft Windows, PlayStation 4 và Xbox One vào tháng 5 năm 2019 và nhận được những đánh giá tích cực từ giới phê bình.

## Cách chơi
Người chơi sẽ điều khiển nhân vật Amicia theo góc nhìn thứ ba. Trong phần lớn trò chơi, người chơi sẽ phải lén lút ẩn nấp để tránh khỏi sự truy sát của kẻ thù. Amicia được trang bị một cái ná ném đá, nó có thể được dùng để phá vỡ dây xích, làm cho kẻ thù choáng đủ lâu để lũ chuột có thể tiêu diệt chúng, hoặc có thể tiêu diệt trực tiếp kẻ thù bằng một cú ném vào đầu. Trò chơi là một chuỗi các câu đố sinh tồn, chủ yếu bao gồm các phương pháp để xua đuổi hoặc đánh lạc hướng lũ chuột đói để có thể tiếp cận các khu vực mới hoặc hướng chúng về phía kẻ thù. Phương pháp chính để xua đuổi chuột là lửa, vì chuột sẽ hiếm khi đi vào trong bán kính của những ngọn đuốc và lò đốt. Amicia cũng có thể chế tạo đạn dược và vật phẩm đặc biệt, bao gồm đá lưu huỳnh bắt lửa, đốt lửa lò lửa, bom thối thu hút chuột hoặc thuốc chữa cháy để dập tắt ngọn đuốc do kẻ thù mang theo. Ở chương 14 của trò chơi, người chơi có thể điều khiển Hugo, cậu bé không thể chế tạo vật phẩm hay chiến đấu nhưng có thể lẻn qua những không gian nhỏ và sau này có khả năng điều khiển lũ chuột. Những khả năng của hai chị em Amicia và Hugo sẽ được phối hợp với nhau trong những chương cuối của trò chơi.

## Cốt truyện
Câu chuyện bắt đầu tại nước Pháp thời Trung Cổ, tháng 11 năm 1348, vào thời điểm mà đại dịch Cái Chết Đen đang lên tới đỉnh điểm tại châu Âu. Amicia de Rune là một cô gái trẻ có dòng dõi quý tộc sống cùng gia đình ở vùng nông thôn Aquitaine, nơi đã bị quân đội Anh xâm chiếm. Hugo de Rune, em trai của Amicia đã bị bệnh từ khi sinh ra và Béatrice de Rune, mẹ của hai chị em và cũng là một nhà giả kim, đã nhốt Hugo trong nhà trong nhiều năm để tìm cách chữa trị cho cậu bé. Trong khi đi săn cùng cha mình là Lãnh chúa Robert de Rune trong rừng, Amicia gặp phải dấu hiệu của một trận hỏa hoạn và chú chó săn Lion của cô bị giết một cách khủng khiếp bởi một thực thể vô hình. Họ vội vã trở lại nhà, nhưng quân đội của Toà án dị giáo do Lãnh chúa Nicholas dẫn đầu đã đến và đột kích vào khu đất để tìm kiếm Hugo. Nicholas giết Robert và tất cả người hầu trong nhà de Rune. Béatrice hướng dẫn Amicia đưa Hugo đến gặp bác sĩ Laurentius trước khi bà bị bắt.
Amicia và Hugo chạy trốn qua một ngôi làng gần đó, nơi họ biết rằng lũ chuột đã lây lan bệnh dịch hạch và nuốt chửng bất cứ sinh vật sống nào trên đường đi của chúng. Trốn tránh dân làng và binh lính, Amicia và Hugo đến trang trại của Laurentius, nhưng ông lại nằm liệt giường vì bệnh dịch hạch. Khi ngôi nhà của Laurentius bốc cháy, Amicia và Hugo chạy trốn cùng người học việc Lucas để tìm kiếm một địa điểm là Château d'Ombrage.
Trên đường chạy trốn Toà án dị giáo, lũ chuột và quân lính Anh xâm lược, Lucas giải thích rằng máu của Hugo mang một sức mạnh siêu nhiên gọi là Prima Macula, tồn tại trong dòng máu quý tộc nhất định kể từ dịch tả ở Justinian. Béatrice và Laurentius đã cố gắng tìm cách chữa trị, trong khi Đại phán quan của Toà án dị giáo Vitalis Benevent thèm muốn sức mạnh của nó. Trên đường đi họ gặp và được giúp đỡ bởi hai chị em đạo chích Melie và Arthur, nhưng Arthur bị bắt trước khi đến Château d'Ombrage.
Lucas tiết lộ rằng cậu cần một cuốn sách cấm gọi là Sanguinis Itinera để hoàn thành thần dược có thể chữa khỏi Macula. Amicia đột nhập vào trường đại học gần đó để lấy Sanguinis Itinera trong khi Melie đi ra ngoài để giải cứu Arthur. Amicia thu hồi cuốn sách và giải cứu một thợ rèn trẻ tên là Rodric, người giúp cô trốn thoát. Họ đoàn tụ tại lâu đài với Melie và Arthur. Athur tiết lộ rằng cậu đã nhìn thấy Béatrice bị giam tại nhà tù của Toà án dị giáo. Amicia quyết định không tiết lộ điều này cho Hugo, trong khi Hugo đã nghe lén được cuộc trò chuyện giữa bọn họ. Khi tình trạng của Hugo xấu đi, Amicia và Lucas trở lại khu nhà de Rune, tìm kiếm câu trả lời trong nghiên cứu của Béatrice. Họ hoàn thành thần dược và cho Hugo uống, làm giảm các triệu chứng của cậu bé. Tuy nhiên đến sáng hôm sau, Hugo bỏ chạy và đi theo Lãnh chúa Nicholas đến Toà án dị giáo để tìm Béatrice, khiến Amicia cảm thấy tội lỗi.
Vitalis tự tiêm máu của Hugo vào người mình để ông ta cũng có thể sở hữu sức mạnh của Macula. Hugo tìm cách trốn khỏi sự giam giữ và tìm thấy Béatrice. Béatrice tiết lộ cho Hugo về sức mạnh để kiểm soát lũ chuột. Thật không may trong lúc cả hai mẹ con tìm cách trốn khỏi Toà án dị giáo, Béatrice và Hugo bị bắt lại và Vitalis đe dọa tính mạng của Béatrice trong nỗ lực buộc sức mạnh của Hugo phải thức tỉnh hoàn toàn.
Một tháng sau, Château d'Ombrage bất ngờ bị tấn công bởi một đàn chuột do Lãnh chúa Nicholas và Hugo dẫn đầu. Nicholas giết Arthur và ra lệnh cho Hugo giết Amicia, nhưng cô đã hòa giải với Hugo và họ dùng sức mạnh của lũ chuột để tiêu diệt Nicholas. Nhóm Amicia quyết định rằng với sức mạnh của lũ chuột, họ thể chiến đấu với Toà án dị giáo.
Amicia, Hugo, Lucas, Melie và Rodric tiến thẳng đến Nhà thờ lớn, trụ sở chính của Toà án dị giáo. Rodric hy sinh bản thân để cho những người khác đến Nhà thờ, nơi Vitalis đang chờ sẵn. Vitalis đã nhân giống hàng ngàn con chuột bạch chỉ nghe theo lệnh của hắn. Sau một hồi quyết chiến, Amicia và Hugo cuối cùng cũng đã tiêu diệt được Vitalis. Ba ngày sau, cả chuột và bệnh dịch đã biến mất và cuộc sống bắt đầu trở lại bình thường, mặc dù người dân trong làng vẫn sợ hãi trước sự hiện diện của Hugo. Melie chia tay với nhóm, còn Amicia, Hugo, Lucas và Béatrice đi đến bến cảng để tìm kiếm một cuộc sống mới.

### Các chương
- Chương I: The de Rune Legacy (Di sản của nhà de Rune)
- Chương II: The Strangers (Những kẻ lạ mặt)
- Chương III: Retribution (Sự trừng phạt)
- Chương IV: The Apprentice (Người tập sự)
- Chương V: The Ravens' Spoils (Chiến lợi phẩm của lũ quạ)
- Chương VI: Damaged Goods (Hàng hóa hư hại)
- Chương VII: The Path Before Us (Chặng đường phía trước chúng ta)
- Chương VIII: Our Home (Nhà của chúng ta)
- Chương IX: In the Shadow of Ramparts (Trong màn đêm của những thành lũy)
- Chương X: The Way of Roses (Con đường hoa hồng)
- Chương XI: Alive (Sống sót)
- Chương XII: All That Remains (Những gì còn lại)
- Chương XIII: Penance (Sự hối lỗi)
- Chương XIV: Blood Ties (Huyết thống)
- Chương XV: Remembrance (Hồi ức)
- Chương XVI: Coronation (Lễ đăng quang)
- Chương XVII: For Each Other (Vì mỗi chúng ta)

## Phát triển
Tựa game được phát triển bởi Asobo Studio. Đây là tựa game gốc đầu tiên của họ kể từ khi studio này tạo ra tựa game đua xe Fuel vào năm 2008, và công ty muốn tạo ra một trải nghiệm dựa trên câu chuyện lấy cảm hứng từ The Last of Us và Brothers: A Tale of Two Sons. Chủ đề chính của tựa game này là "gia đình" và cách các mối quan hệ của các nhân vật bị thử thách trong những hoàn cảnh bất lợi. Một chủ đề quan trọng khác là "sự ngây thơ". Đặc biệt, Hugo sẽ quan sát hành vi của nhân vật người chơi và từ nhân cách của một cậu bé ngây thơ sẽ dần dần trở nên tàn nhẫn. Các diễn viên nhí Charlotte McBurney và Logan Hannan lần lượt lồng tiếng cho Amicia và Hugo. Cả hai cũng tham gia vào quá trình viết kịch bản bằng cách đề xuất thay đổi lời thoại. Tối đa 5.000 con chuột có thể xuất hiện trên màn hình cùng một lúc. Để đảm bảo trò chơi có thể xử lý kết xuất rất nhiều kẻ thù mà không làm giảm hiệu suất, những nhà phát triển đã làm bốn lớp chi tiết khi kết xuất lũ chuột, trong đó những con chuột cách xa nhất với nhân vật người chơi tồn tại dưới dạng "nền, lưới không hoạt hình", trong khi chuột gần nhất với người chơi được làm hoạt hình chi tiết.
Nhà phát hành Focus Home Interactive lần đầu tiên công bố tựa game vào tháng 1 năm 2017 với tên "The Plague". Đoạn giới thiệu trò chơi đầu tiên xuất hiện tại sự kiện E3 2017. Trò chơi được phát hành trên toàn thế giới cho các nền tảng Microsoft Windows, PlayStation 4 và Xbox One vào ngày 14 tháng 5 năm 2019.

## Đón nhận
Theo trang web Metacritic, tựa game đã nhận được "những đánh giá tích cực" từ giới phê bình. Đây là tựa game bán lẻ bán chạy thứ chín ở Anh trong tuần đầu tiên phát hành..